# Fotja del Carib
La fotja del Carib (Fulica caribaea) és una espècie d'ocell de la família dels ràl·lids (Rallidae) que habita llacs i estanys de les Grans Antilles (a excepció de l'illa de la Juventud), illes Caicos, Antilles Menors cap al sud fins a Grenada i Barbados, Trinitat, Curaçao i nord-oest de Veneçuela.